# Bartolomé de Navarrete
Bartolomé Mayoral de Navarrete (fl. 1617-1633) fue un compositor y maestro de capilla español.

## Vida
Se desconoce tanto el origen como la formación del maestro Navarrete. Las primeras noticias que se tienen de él son de 1617, cuando ejercía el magisterio de la iglesia de San Andrés de Jaén. Las noticias proceden de las duras y exigentes oposiciones al magisterio de la Catedral de Toledo que se celebraron en agosto de ese año tras la partida de Alonso de Tejeda, que había vacado el cargo tras una discusión con los cantores en mayo de 1617. El 6 de septiembre de 1617 el cabildo toledano le entregó 300 reales «para ayuda de su camino». El magisterio toledano fue entregado a Juan de Riscos en 1617 y, tras el fallecimiento de este, a Juan de la Bermeja en noviembre de 1619. Navarrete estuvo solo brevemente en el cargo de la capilla de San Andrés en 1616, ya que entre 1611 y 1616 ocupó el cargo José de Molina, en 1616 Juan Benítez Riscos y entre 1618 y 1638 Manuel de Portillo.
En 1618 residía en Granada, noticia que proviene de su participación en las oposiciones al magisterio de la Catedral de Huesca. El cargo estaba vacante tras la partida de Mateo Calvete en 1617 y la sucesión fue finalmente para Martín Sanz, ya que Navarrete no estaba ordenado y no poder acceder a la ración. Un año más tarde, en 1619 se presentó a las oposiciones para el magisterio de la Real Colegiata de Santa María la Mayor de Antequera, sin éxito. En ese momento era maestro de la antigua Catedral de Miranda de Duero de Miranda de Duero.
En 1620 se nombró a Navarrete maestro de capilla de la Catedral de Guadix. El cargo había quedado en manos de Pedro de Avendaño de forma interina desde la partida de Francisco Páez Ávila en 1602. Tras la llegada de Navarrete, Avendaño fue relegado al cargo de cantor contralto con un salario de 60 ducados. A Navarrete solo se le entregó un salario de 100 ducados y 12 fanegas de trigo, una señal de la falta de dinero de la fábrica accitana.
El magisterio de Navarrete en Guadix se caracterizó por la reintroducción de los niños cantores de los que no hay noticias durante la interinidad de Avendaño. De hecho, se exigió que maestro Navarro trajese a dos niños cantores.

El señor dean propuso que el maestro de capilla havia traido dos muchachos que canten en la yglesia, que los dichos señores vean lo que se le dara para sustentarlos en su casa. Y los dichos señores acordaron que se le den a cada uno treinta ducados y doze fanegas de trigo y que el señor dean mande que se traiga escarlatin para hacerles dos mantos y bonetes y cada uno se les haga dos sobrepellices para que sirvan con decencia en el coro.
Actas capitulares de la Catedral de Guadix, 10 de junio de 1620

En 1624 Navarrete se había presentado de nuevo al magisterio de la Colegiata de Antequera, por lo que el cabildo trató de mantener al maestro buscando en el Consejo de Su Majestad que se le concediese una ración, sin éxito. Navarrete permaneció solo cinco años en Guadix, para pasar al magisterio de la Catedral de Baeza en 1625. Tras su partida quedó en el cargo de forma interina Juan de Villalobos, hasta la llegada en 1634 de Antonio de Paz.
Tras la vacante dejada por Juan Ruiz Ramírez en el magisterio de la Catedral de Baeza en 1623, Navarrete pasó a ocupar el cargo. En Baeza, en 1631, Navarrete se enfrentó a los miembros de la capilla de música de iglesia de San Andrés, que estaban en competencia con la capilla de música catedralicia en las actuaciones en otras iglesias de Baeza y en fiestas particulares. Navarrete, en nombre de los miembros de su capilla obtuvieron de Eugenio de Chiroga, provisor del obispado de Jaén, canceló los permisos de la capilla de San Andrés, bajo amenaza de excomunión si continuaban actuando. Los ministriles de la capilla de San Andrés apelaron al provisor, sin éxito. Luego apelaron a la Real Chancillería, desde la que Felipe IV ordenó a Chiroga que se inhibiese del cargo y se eligiese «a otro cualquier juez eclesiástico que hayáis conocido y conozcáis» para que alzase la prohibición y los absolviese de la excomunión. No se conoce el resultado final de la decisión del juez, pero es de suponer que sería favorable a los de San Andrés, dada la contundencia de la respuesta real.
En 1633 Navarrete se puso en contacto con el cabildo de Guadix dando a entender su deseo de regresar a su cargo anterior, con la condición de que se le mantuviese el salario de 200 ducados y 24 fanegas de trigo (unos 32 ducados). El cabildo accedió, pero Navarrete no regresó por razones desconocidas.

## Obra
Navarrete aparece en los libros de polifonía de la Catedral de Baeza con 12 composiciones. Se incluyen ocho motetes a ocho voces para los domingos del año y otros dos en dobles copias: Elisabeth Zachariae y Filiae Jerusalem.
Debió tener alguna fama en vida, ya que sus obras fueron incluidas en la biblioteca musical del rey Juan IV de Portugal, desaparecida en el terremoto de Lisboa de 1755.